# けーすけ
けーすけ（1964年11月23日 - ）は、日本の漫才師、声優、俳優、歌手。元漫才コンビ「せーじ・けーすけ」のボケ担当。キャッチフレーズは「ちゃかりしてるけど、うかつ」。身長169.9cm（公称172cm）。血液型O型。
兵庫県姫路市出身。大阪学院大学商学部経営学科中退。

## 来歴
- 1990年（平成2年）、児童劇団でのアルバイト仲間だったせーじに誘われ上京。漫才師「せーじ・けーすけ」としてデビュー。当時は渡辺プロダクションに所属。
- 1992年（平成4年）4月25日に、一度目の解散。解散後はタレントとして活動。
- 2000年（平成12年）、再結成。
- 2003年（平成15年）、経済産業省公認の「新エネルギー博士」として全国の小中学校で講演を開始。
- 2013年（平成25年）、せーじ芸能界引退の為、二度目の解散。
- 2019年9月1日、ブル中野の推薦により、ベストボディジャパンプロレスのNEW PIER HALL大会でのアントニオ小猪木＆中邑珍輔戦でプロレスデビュー（パートナーは澤木一貴）。リングネームはバキュームけーすけ（名付け親はなべやかん）。
  - 同年11月24日、愛媛プロレスに出場し、スペル・デルフィンと対戦した[1]。

## 人物
- 強面な顔立ちとは裏腹に趣味はサーフィンと乗馬。特にサーフィンは日本だけにとどまらずハワイやインドネシアなど海外まで行く熱の入れようである。
- 芸人活動時からテレビアニメ等で声優、映画・Vシネマ等に俳優として出演している。特に『通天の閣2』では準主役を演じている。
- 過去に世田谷区のペットサロンでのアルバイト経験があり、特に犬に関しての知識は芸能界でもトップレベル。
  - 2019年12月25日、クリスマスプレゼントでダルメシアンの仔犬をもらう。名前はトルテ。
  - かなりの愛犬家で代々木公園ドッグランでの目撃情報も数多い。
- びっくりしすぎて脳みそ丸見え〜!」というオリジナルギャグを持つ。
- 非常に適当な性格（本人も否定せず認めている）で、座右の銘は『行き当たりばったり』。
- なべやかんの家に居候していたことがある[2]。

## 出演

### バラエティ
- ウッチャンナンチャンのやるならやらねば!（1990年、フジテレビ）
- 鶴ちゃんのプッツン5（1991年、日本テレビ）
- そっとテロリスト（1992年、フジテレビ）
- かざあなダウンタウン（1995年、テレビ朝日）
- パワーバンク（2002年、日本テレビ）
- シブヤ姫の湯（テレビ埼玉） - メインキャスター
- 早起きヘルシー（テレビ朝日） - メインキャスター
- 世紀末TV 論理の谷間（KBS京都）

### テレビドラマ
- 俺たちルーキーコップ（1992年、TBSテレビ）
- イエローカード（1993年7月 - 9月、TBS） - 前田巡査
- こたえてちょーだい!（2004年5月 - 、再現ドラマ）
- 電車男 第1話＆第3話＆第10話（2005年7月 - 、フジテレビ）
- 世にも奇妙な物語
- 警視庁機動捜査隊216V（2015年） - 真柴邦彦
- 視覚探偵 日暮旅人（2017年 - 、日本テレビ） - くいだおれ太郎のコスプレしたヤクザ
- 妖ばなし 第16話（2018年、TOKYO MX）
- 焼肉プロレス（2019年7月4日 - 、テレビ大阪）- 別府 役
- 奪われた僕たち 第6話 特別編（2024年5月17日、MBS）[3]

### 映画・Vシネマ
- ヘイ! オイラーズ ~蘇るスカイライン神話~（1991年、ジャパンホームビデオ）
- あの夏、いちばん静かな海。（1991年、東宝）
- 代打教師 秋葉、真剣です（1991年、東映）
- 特命警察 盲目刑事（1991年、パック・イン・ビデオ）
- ホラーハウス Vol.1 怨霊教室（1992年、大陸書房）
- なにわ忠臣蔵（1997年、松竹）
- 新・静かなるドン（1997年、ケイエスエス）
- 暗黒街（2001年）
- デカ玉金助三郎
- 曲撃師（2002年）
- GUN CRAZYエピソード3（2003年、パイオニアLDC）
- 撃華美人（2003年）
- 一億の猫（2006年、監督：天野ひろゆき） - 子分
- 最強兵器女子高生 RIKA（2008年、GPミュージアムソフト） - トオル
- 兄貴とポチ（2008年）
- 実験体四十六號（2009年）
- 通天の閣2
- ダボ
- 梨狩り
- 残酷飯店 - ホイ尊師
- 072戦隊Gレンジャー - マブダチ
- 新・監禁逃亡3 - 刑事
- ミッドナイトエンジェル ～世直し官能喫茶～ - 社長改め総統
- アイアンガール ULTIMATE WEAPON[4]（2015年） - スナッチ役
- 野獣（クーガ）の城　～女子刑務所～（2017年3月26日公開、監督:奥渉）[5] - 看守長・園田 役
- ホラーハウス（2021年2月25日、オールインエンタテインメント）[6]
- ホラーハウス Vol.2（2021年3月25日、オールインエンタテインメント）
- ミッドナイト・シンデレラ2　真夜中の小アクマ美女に気をつけろ！（2022年　シネマファスト）[7]
- アキはハルとごはんを食べたい（2023年）-お肉屋さん
- 電エースカオス（2023年12月22日、エクストリーム）[8]
- アキはハルとごはんを食べたい２杯目（2024年）-コーヒー屋さんの店員

### 舞台
- おっ、ぺれった（舞台公演に役者として出演）

### テレビアニメ
- ヨシモトムチッ子物語（1998年、サンマカマキリ）
- 名探偵コナン（1999年、ウェイター）
- ONE PIECE（2002年 - 2004年、Mr.7[9]、カマキリ[10]）
- ONE PIECE エピソードオブ空島（2018年）

### 劇場版アニメ
- ドラえもん のび太の宇宙漂流記（1999年、評議員C）
- ドラえもん のび太の太陽王伝説（2000年、ヤフー）
- ONE PIECE エピソードオブアラバスタ 砂漠の王女と海賊たち（2007年、Mr.7）

### OVA
- 機動戦士ガンダム 第08MS小隊 ラスト・リゾート（1997年、オペレーター）

### ラジオ
- サクラ大戦帝劇通信局（ニッポン放送） - ラジオドラマナレーション
- 『大和“DOKI♀ハラ”女組』（東海ラジオ、2007年11月-O.A.中）

### ゲーム
- デキる男のモテライフ 昼のモテ講座編・夜のモテ実戦編

### CM
- 自動車整備振興会
- 新春海外お買い物初め
- カネボウフーズ「たまポン」
- am/pm「EDY」
- 大和住宅
- サットリーナサイクロンEXプラス@てれとマート
- ミラーマニキュア@てれとマート
- クックマジック@てれとマート
- マーブルコートフライパンセット@てれとマート